# О’Доэрти, Мэри-Джин
Мэри-Джин Анаи О'Доэрти Басмаджян (англ. Mary-Jean O'Doherty Basmadjian, арм. Մերի-Ջին Անայիս Օ'Դոհերթի Բասմաջյան; род. 2 апреля 1982, Хьюстон, США) — американская оперная певица (колоратурное сопрано), имеющая австралийские и армянские корни. Обладательница главного приза конкурса оперного пения «Paris Opera Awards-2013». В составе коллектива «Genealogy» представляла Армению на «Евровидении-2015».

## Биография
Мэри-Джин родилась в американском Хьюстоне в семье австралийца и греческой армянки. Она окончили Северо-Каролинскую школу искусств и Восточно-Каролинский университет, получив степень бакалавра музыки по классу флейты и вокала. 
В марте 2015 года было объявлено, что Мэри-Джин станет одной из солисток супергруппы «Genealogy», который представит Армению на «Евровидении-2015». Коллектив этнических армян из различных стран и континентов 12 марта представила песню «Don't Deny» (с англ. — «Не отрицай»), с которой выступит на конкурсе (к «Евровидению» название композиции было изменено на «Face the Shadow» — «Столкнуться с тенью»). 28 апреля 2015 года президент Армении Серж Саргсян всем иностранным членам группы, в том числе и Мэри-Джин О'Доэрти, вручил паспорта граждан Армении. На конкурсе в Вене коллектив пробился в финал и занял в нём 16-е место.